# Joost Posthuma

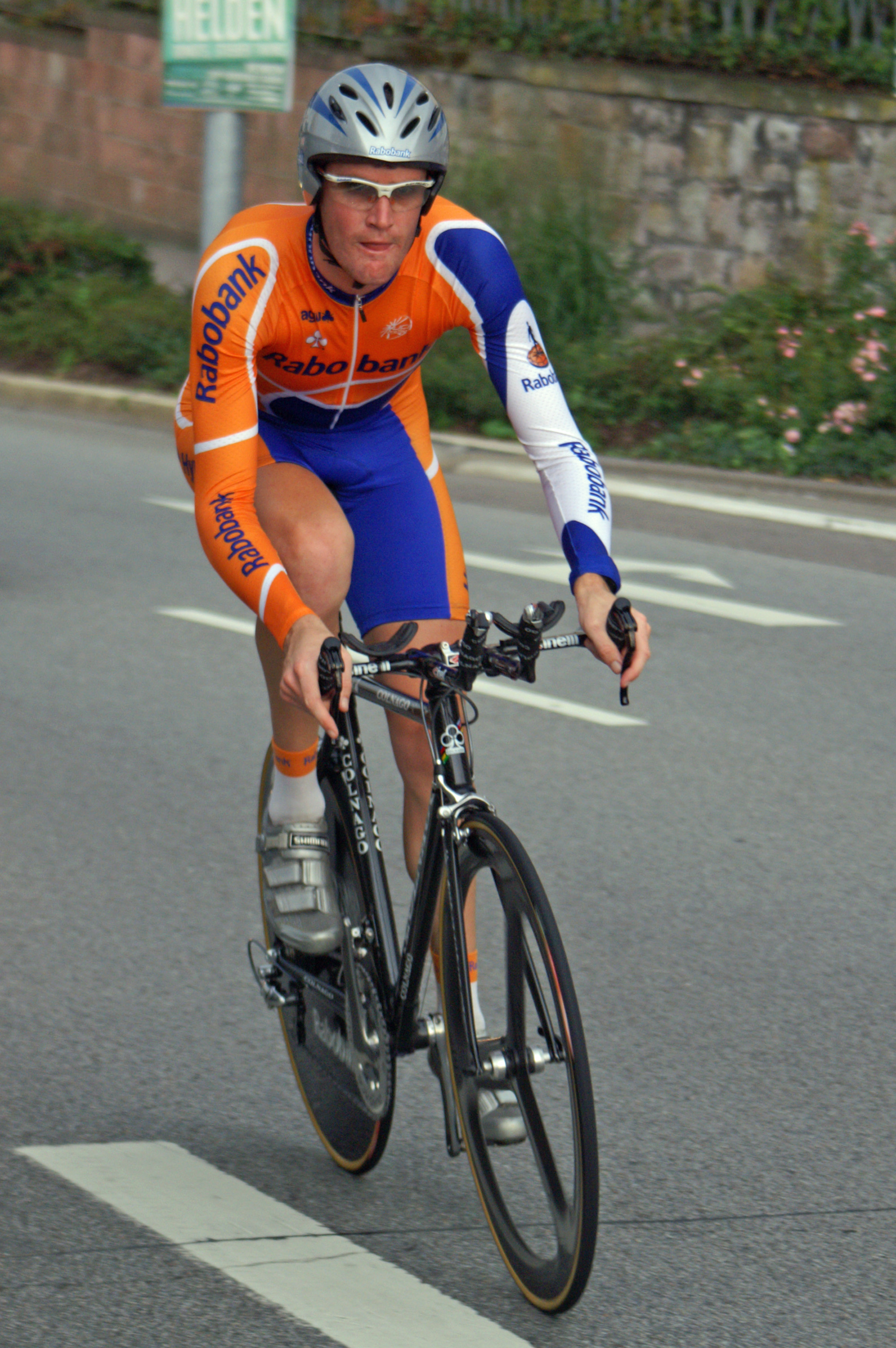
Joost Posthuma

Joost Hans Johannes Posthuma (Hengelo, 8 maart 1981) is een Nederlands voormalig wielrenner. Hij was prof van 2004 tot en met 2012. Tot en met 2010 reed hij voor Rabobank. Daarvoor reed hij twee jaar voor de beloftenploeg van Rabobank. In 2011 vertrok hij naar Leopard-Trek, dat een jaar later verderging als RadioShack-Nissan. Zijn specialiteit was het tijdrijden.

## Biografie
In zijn jeugd deed Posthuma aan atletiek, maar op zijn zestiende ging hij mountainbiken, naar het voorbeeld van Bart Brentjens. Daarnaast begon hij ook op de weg te trainen en wedstrijden te rijden. Hij viel op tijdens de districtskampioenschappen en werd door Löwik-Tegeltoko-ploegleider Han Vaanhold benaderd om voor zijn ploeg te komen rijden. In één jaar wist Posthuma zich verder te ontwikkelen en kwam zo te rijden voor de beloftenploeg van Rabobank.
Posthuma toonde zich voor het eerst aan het grote publiek in de Ronde van Spanje van 2004. Hij werd tiende en elfde in de individuele tijdritten. Zijn eerste profoverwinning behaalde hij op 12 maart 2005 toen hij de zesde etappe in de allereerste Pro Tour-wedstrijd, Parijs-Nice, won. Dat jaar won hij ook de GP Jef Scherens in Leuven. In 2007 won hij de Ronde van Saksen, niet lang na een revalidatie die hij onderging als gevolg van een autobotsing tijdens de training, die hem een Tourdeelname had gekost.
Het seizoen 2008 begon goed voor Posthuma. Hij won in het voorjaar de afsluitende tijdrit en het eindklassement in de Driedaagse van De Panne-Koksijde. Hierna volgden de voorjaarsklassiekers en een rustperiode. Na deze rustperiode volgde de eindzege in de Ronde van Luxemburg. Zijn sterke optreden werd beloond met een selectie voor de Ronde van Frankrijk, die hij als 66e uitreed. Zijn laatste aansprekende uitslag van 2008 is de tweede plaats bij het Nederlands kampioenschap tijdrijden, achter Lars Boom.
In 2009 won hij het eindklassement van de Ruta del Sol. Net als vorig jaar was hij ook van de partij in de Driedaagse van De Panne-Koksijde, waarin hij ditmaal tweede werd. Daarnaast maakte Posthuma deel uit van de selectie Rabobankrenners die deel mochten nemen aan de Vlaamse klassiekers.
Posthuma beëindigde zijn carrière in 2012, op 31-jarige leeftijd.

## Belangrijkste overwinningen
2002
2e etappe Ronde van Lleida
2003
Proloog Ronde van Normandië
Eindklassement Olympia's Tour
Proloog (ploegentijdrit) en 5e etappe Ronde van Thüringen, Beloften
Eindklassement Ronde van Thüringen, Beloften
2004
8e etappe Circuit des Mines
Eindklassement Circuit des Mines
2005
6e etappe Parijs-Nice
GP Jef Scherens
2006
Ridderronde Maastricht
2007
4e etappe Ronde van Saksen
Eindklassement Ronde van Saksen
2008
3e etappe deel B Driedaagse van De Panne-Koksijde
Eindklassement Driedaagse van De Panne-Koksijde
Eindklassement Ronde van Luxemburg
2009
Eindklassement Ruta del Sol
2010
7e etappe Ronde van Oostenrijk

## Resultaten in voornaamste wedstrijden
| Jaar | Ronde van Italië | Ronde van Frankrijk | Ronde van Spanje |
| ---- | ---------------- | ------------------- | ---------------- |
| 2004 |                  |                     | 92e              |
| 2005 |                  | 83e                 |                  |
| 2006 |                  | 84e                 |                  |
| 2007 |                  |                     | 55e              |
| 2008 |                  | 69e                 |                  |
| 2009 |                  | 73e                 |                  |
| 2010 |                  |                     |                  |
| 2011 |                  | 108e                |                  |
| 2012 |                  |                     |                  |

| Jaar | Milaan-San Remo | Gent-Wevelgem | Ronde van Vlaanderen | Parijs-Roubaix | Amstel Gold Race | Luik-Bast.‑Luik | Ronde van Lombardije | Omloop Het Nieuwsblad | Dwars door Vlaanderen |  | WK op de weg |  | Wereldranglijsten |
| ---- | --------------- | ------------- | -------------------- | -------------- | ---------------- | --------------- | -------------------- | --------------------- | --------------------- |  | ------------ |  | ----------------- |
| 2004 |                 |               |                      |                |                  |                 |                      |                       |                       |  |              |  |                   |
| 2005 |                 | 28e           |                      |                | 115e             | 87e             | opgave               |                       |                       |  | 60e          |  | 171e (UPT)        |
| 2006 |                 |               | 74e                  |                | opgave           | 64e             |                      | 7e                    | 49e                   |  | opgave       |  | 92e (UPT)         |
| 2007 |                 |               |                      |                |                  |                 |                      |                       | 58e                   |  |              |  |                   |
| 2008 |                 |               |                      | 102e           | 115e             |                 |                      |                       | 9e                    |  |              |  | 62e (UPT)         |
| 2009 | 120e            |               | 112e                 | 39e            | opgave           |                 |                      | 16e                   |                       |  |              |  | 248e (UWK)        |
| 2010 |                 |               | 86e                  | opgave         |                  |                 |                      | 50e                   | 86e                   |  |              |  |                   |
| 2011 |                 |               | opgave               | opgave         |                  |                 |                      |                       | 31e                   |  |              |  |                   |
| 2012 |                 |               |                      |                | opgave           | opgave          |                      |                       |                       |  |              |  |                   |

## Ploegen
- 2002 –  Rabobank GS3
- 2003 –  Rabobank GS3
- 2004 –  Rabobank GS3 (tot 16-5)
- 2004 –  Rabobank (vanaf 17-5)
- 2005 –  Rabobank
- 2006 –  Rabobank
- 2007 –  Rabobank
- 2008 –  Rabobank
- 2009 –  Rabobank
- 2010 –  Rabobank
- 2011 –  Leopard-Trek
- 2012 –  RadioShack-Nissan